# The Formalist
The Formalist war eine US-amerikanische Literaturzeitschrift.
Das Journal wurde im Jahre 1990 von dem amerikanischen Professor William Baer gegründet und bis 2004 halbjährlich herausgegeben. Es war Gedichten im Stile des Neuen Formalismus gewidmet, das heißt, der Wiederbelebung von formbewusster Lyrik.
Zu den Dichtern, die ihre Werke in The Formalist veröffentlichten, gehörten unter anderen: Howard Nemerov, Richard Wilbur, Derek Walcott, Mona Van Duyn, Donald Justice, James Merrill, Maxine Kumin, Karl Shapiro, W. S. Merwin, May Swenson, W. D. Snodgrass, Louis Simpson, John Updike, Fred Chappell und John Hollander.
Von 1994 bis 2005 verlieh The Formalist für Gedichte in Form eines Sonetts den Howard Nemerov Sonnet Award. Seit 2005 werden die Gewinner des Preises in der Zeitschrift Measure bekanntgegeben.